# Modèle d'accrétion de cœur
L'accrétion de cœur (calque de l'anglais core accretion), ou cœur solide, est le modèle sur lequel sont principalement basées les théories actuelles de la formation planétaire.
D'après ce modèle, un cœur d'éléments lourds (ou métaux) est d'abord formé par accrétion dans le disque protoplanétaire.

## Historique
L'accrétion de cœur a été introduite en 1996 par James B. Pollack (en) et ses collaborateurs.

## Scénario
Dans ce modèle, lorsqu'une étoile se forme, les particules solides (roches et glaces) du disque qui l'entoure s'agrègent par endroits et forment des planétésimaux. Certains de ces planétésimaux finissent eux aussi par s'assembler jusqu'à former des corps solides de masse planétaire, entre la masse de la Lune et une dizaine de fois la masse de la Terre, en un ou deux millions d'années. Une fois ce temps passé, l'accrétion de matériaux solides ralentit fortement et, si la masse de ces « cœurs » est suffisante et dans une zone où du gaz est encore présent, ils peuvent alors accréter une atmosphère gazeuse. Cette première accrétion, assez lente, est à peu près linéaire et mène à des corps de 20 à 30 masses terrestres contenant une proportion (en masse) comparable de matériaux solides et gazeux. Lorsque la masse du cœur (éventuellement entourée de cette fine atmosphère) atteint cette masse critique, l'accrétion s'emballe : on parle alors d'accrétion exponentielle (runaway accretion en anglais). Le gaz environnant s'effondre sur la planète et la quantité de gaz accrétée augmente alors très vite : c'est ainsi que se forment, pense-t-on, les géantes gazeuses. Ces cœurs peuvent ainsi finir par accumuler une masse de gaz plusieurs fois supérieure au cœur solide initial. On pense ainsi que Jupiter, environ 318 fois plus massive que la Terre, a un noyau d'une dizaine de masses terrestres, et que Saturne, dont la masse est d'environ 95 fois celle de la Terre, a un noyau d'une quinzaine de masses terrestres.